# La Mare au diable
Pour les articles homonymes, voir La Mare au diable (homonymie).
La Mare au diable est un roman de George Sand publié pour la première fois chez Desessart à Paris en 1846.
Généralement rattachée à la série de romans dits « champêtres » de George Sand, La Mare au Diable est un roman court qui décrit une intrigue amoureuse dans la société paysanne du Berry, dont la romancière donne délibérément une vision en partie idéalisée, quoiqu’elle intègre aussi une description précise de certains de ses aspects, comme le mariage paysan, sujet de son Appendice.
La Mare au diable a remporté un succès immédiat à sa parution et est resté l'un des romans les plus connus de l'auteur. Le roman a fait l'objet de plusieurs adaptations au théâtre, au cinéma et à la télévision.

## Contenu
La fiction proprement dite est encadrée par une « Notice » où l'auteur explique ses motivations à écrire La Mare au Diable et d'un « Appendice » où l'évocation du mariage de Germain est en fait le prétexte pour consigner les traditions du Berry. Dans les éditions actuelles La Mare au diable se compose de trois parties.

### La Notice: gravure de Hans Holbein

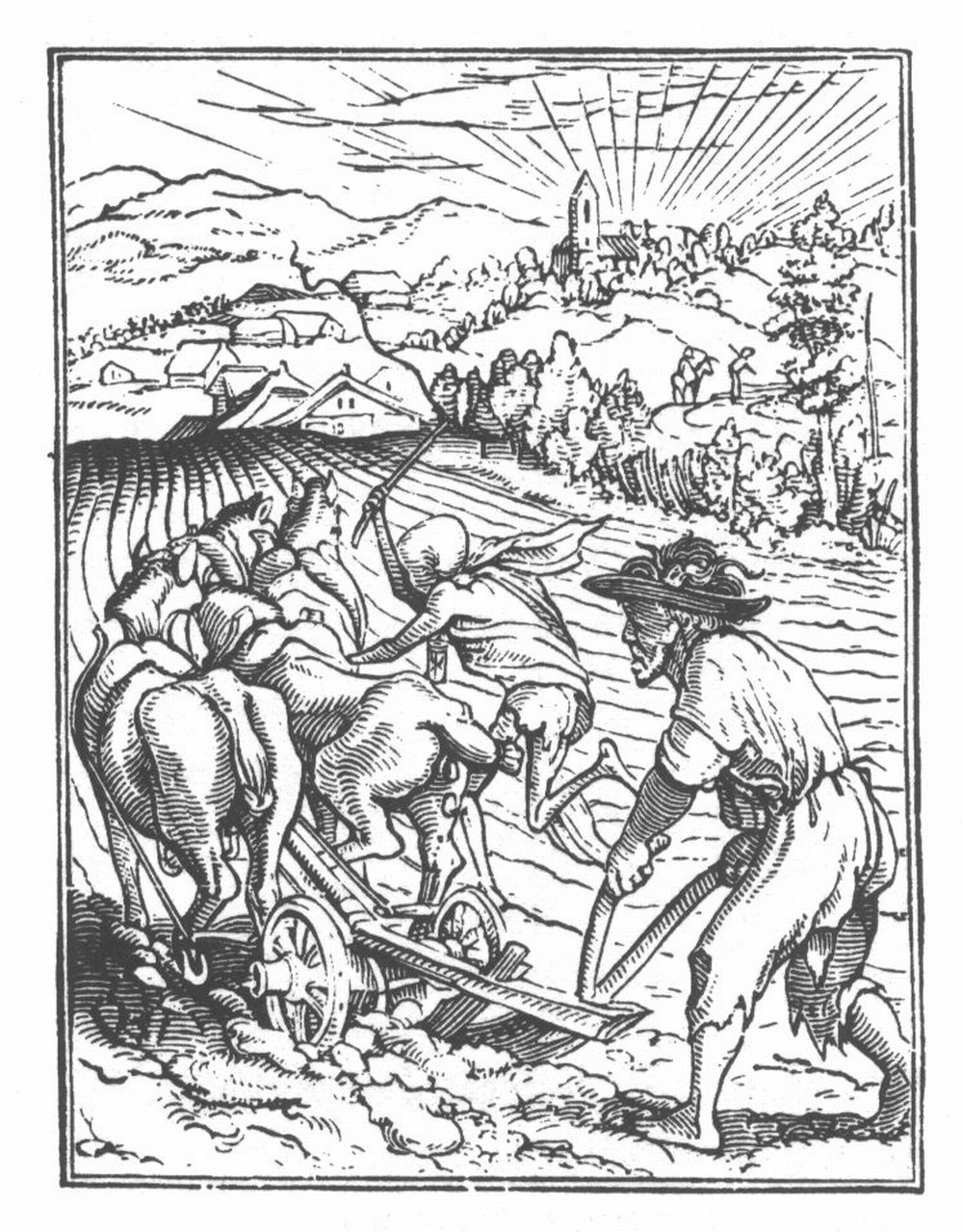
La gravure de Holbein que George Sand présente pour introduire le roman.

George Sand décrit une gravure faisant partie de la série des Simulacres et historiées faces de la mort de Hans Holbein le Jeune, qui relèvent du genre de la danse macabre. La gravure montre un laboureur qui travaille dans un champ, courbé sur sa charrue ; la Mort le guette, ce qui laisse supposer que la vie des paysans n'est qu'une suite de souffrances sans espoir. George Sand explique sa tristesse et son insatisfaction devant une vision aussi sinistre de la vie paysanne, et c'est cette gravure qui l'a incitée à tenter une autre description de la vie des paysans qui laisserait une place à l'espoir.

### La fin du veuvage de Germain
Le père Maurice conseille à son beau-fils, Germain, veuf de 28 ans, de se remarier avec une veuve d'un village voisin. Lors du trajet pour aller la rencontrer, Germain se perd dans une forêt et trouve un endroit où se poser pour la nuit, la « Mare au diable », avec son fils, le petit Pierre, et Marie, une jeune fille de 16 ans douce et belle qui part travailler comme bergère. Il tombe amoureux de la jeune bergère, qui le repousse à cause de son âge. Au matin levé, il confie son fils à la bergère et part rencontrer la veuve au village de la Fourche, mais n'apprécie pas qu'elle ait déjà trois autres prétendants dont elle entretient vainement les espoirs. Retournant chercher son fils, il apprend que la bergère est partie précipitamment. Il la retrouve et la protège du fermier dont elle avait dû fuir les avances. De retour sains et saufs au village, ils n'osent se parler pendant plusieurs mois jusqu'à ce que Germain, pressé par sa belle-mère, rencontre Marie qui lui avoue son amour.

### L'Appendice: «Les noces de campagne»
L'appendice consiste en un récit du mariage de Germain avec Marie. George Sand y détaille les différentes coutumes qui accompagnaient les mariages entre paysans dans le Berry à son époque.

## Analyse

### Un roman social

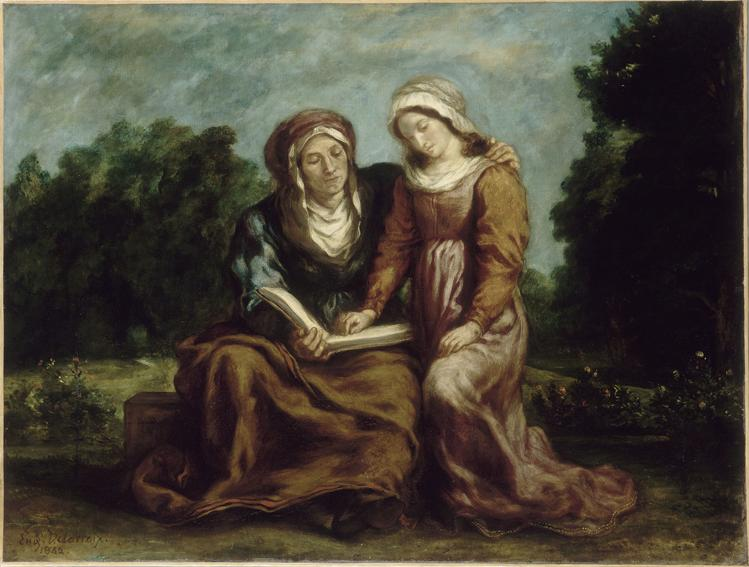
LÉducation de la Vierge, tableau de Eugène Delacroix, dans lequel le modèle pour Sainte-Anne est Françoise Meillant, personne réelle impliquée dans La Mare au Diable.

Le roman commence par un commentaire d’une allégorie de Hans Holbein le Jeune, une gravure représentant la mort et un laboureur, cette estampe fait partie d'une série intitulée Les Simulachres de la mort. Il se déroule dans le cadre champêtre du Berry, parmi des personnages de paysans. George Sand cherche à donner une dignité littéraire à des personnages considérés comme frustes. Ils manifestent une grande élévation morale et possèdent une psychologie complexe, rapportée aux gravures de Holbein le Jeune[réf. nécessaire].
La Mare au diable se compose comme un récit initiatique, c'est un roman de formation. Germain éprouve l'exercice de la volonté d'un homme adulte. Il trouve son accomplissement, dès le début du roman, par le travail du défrichement, accompagné de la puissance presque magique de son chant, la suite de l'histoire devenant l'explication de l'exercice.
George Sand n'a de cesse de montrer et démontrer l'intelligence et la finesse des personnages paysans, dans leur corps et dans leur esprit. Par exemple, elle qui est la familière des plus grands musiciens de son temps (Liszt, Chopin...), affirme que la musique paysanne vaut, voire dépasse, la musique citadine. Dans ce roman elle fait intervenir cette fibre musicale au début (avec le chant du laboureur, pour magnifier son travail) et à la fin (à la fête du mariage, support d'intelligence collective).
George Sand marque son estime pour les figures paysannes par l'existence d'au moins un personnage réel dans son roman : Françoise Meillant, citée dans l'appendice au chapitre III. Cette femme est au service de George Sand pendant une vingtaine d'années. Elle a été modèle pour Delacroix pour la Saint-Anne dans le tableau L'Éducation de la Vierge. À travers elle, c'est à la famille Meillant que George Sand témoigne son admiration et son respect, en tant que représentante de la famille paysanne berrichonne.
La mare et les grenouilles, points centraux du roman, se trouvent dans la réalité. À l'époque de la rédaction du roman, la mare était beaucoup plus grande et était associée à un marais ; elle a été coupée en deux par une allée en 1851, par la volonté du propriétaire de l'époque. De nombreuses fois dans ses écrits George Sand parle de personnes perdues échouées au bord d'une mare la nuit au milieu de nulle part, de la peur et de la dimension que le chant des grenouilles fait explorer alors. Il s'agit d'un souvenir de sa propre enfance, une mésaventure dans La Brande entre Châteauroux et Nohant, dont elle raconte le traumatisme dans ses mémoires, Histoire de ma vie (George Sand).  Il ne s'agit pas simplement d'une anecdote, mais du processus de travail de l'écrivaine elle-même, qui transforme des éléments de la nature ayant une forte résonance en processus actifs et moteurs. Ainsi la propre enfance de George Sand forme le cœur de l'initiation à la volonté du personnage fictif du roman, Germain.

### Les éléments romantiques
Le roman contient une description fidèle à l’esthétique du romantisme : lien avec la nature, fantastique subtil, importance de la musique[réf. nécessaire]…

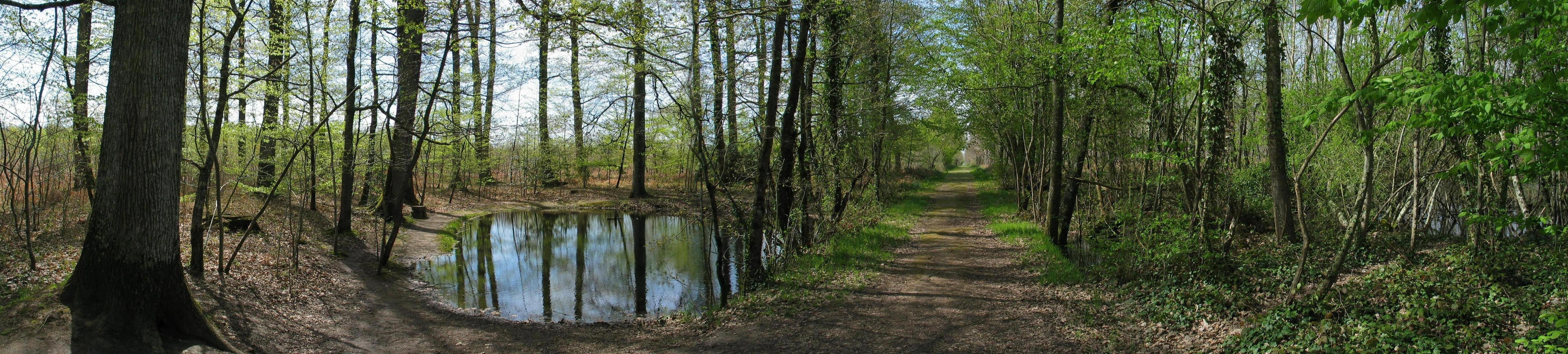
Le site de la mare au Diable (2004) près de Mers-sur-Indre (France)

## Éditions
Le manuscrit de La Mare au diable est conservé à la Bibliothèque nationale de France. George Sand l'avait confié à la famille de Frédéric Chopin. En 1931, August Zaleski, alors ministre des Affaires étrangères de Pologne, en fit don à Aristide Briand, qui le déposa à la Bibliothèque nationale.
La partie principale, sans la notice, de La Mare au diable paraît à l'origine en feuilleton dans Le Courrier français en février 1846. La partie principale était divisée en seulement huit chapitres. L'appendice, qui à l'époque, s'appelait La Noce de campagne, y paraît fin mars début avril. C'est à la demande des imprimeurs que le nombre de chapitres de la partie principale est porté à dix-sept, et c'est sous cette forme que l'ouvrage connaît sa première édition, portant la dédicace "À mon ami Frédérique Chopin".
George Sand a rédigé la notice introductive en 1851, pour l'édition illustrée de Hetzel. Cette notice a été depuis maintenue dans toutes les éditions de l'ouvrage.
- Paris, Desessart, 1846. Édition princeps. Exemplaire numérisé disponible dans Gallica.

### Éditions commentées
- Paris, Gallimard, 1973, 1976, 1987, 1991, 1999. Préface et notes de Léon Cellier.
- Paris, Flammarion, 1993.  Préf. de Pierre Reboul.
- Paris, éditions de la Bibliothèque mondiale, 1954. Préface d'André Maurois.
- Paris, L'Aventurine, 2000.  Préface de Bruno Vincent.
- Paris, Larousse, 1993, Présentation, notes et explications de Marie-Hélène Robinot-Biche.
- Paris, Hachette, 1935. Notes de Fernand Flutre.
- Paris, Hachette éducation, 1998. Notes, questionnaires et dossier de Brigitte Wagneur.
- Paris, Le Livre de Poche  (ISBN 978-2-253-00709-8). Préface, commentaires et notes de Marielle Caors.

### Éditions illustrées
- "George Sand illustré (sic) par Tony Johannot et Maurice Sand.... , La mare au diable ; André ; La noce du village ; La fauvette du docteur / George Sand illustré par Tony Johannot et Maurice Sand. Préface et notice nouvelle", 1857, lire en ligne sur Gallica.
- Paris, Maison Quantin, 1889. Rehaussée de 17 illustrations composées et gravées par Edmond-Adolphe Rudaux.

Illustrations d'Edmond-Adolphe Rudaux
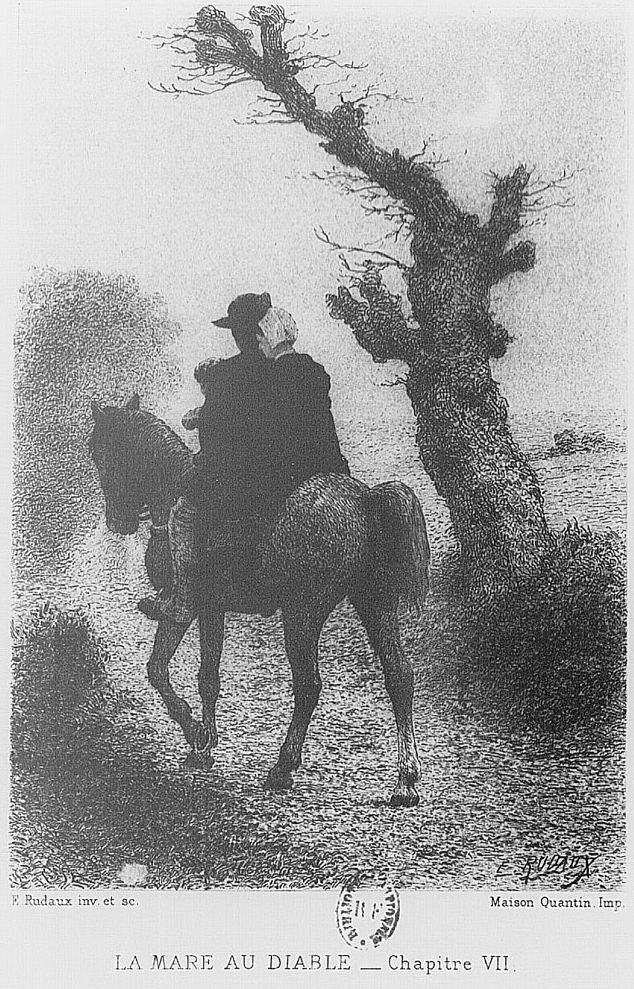
Dans la lande.
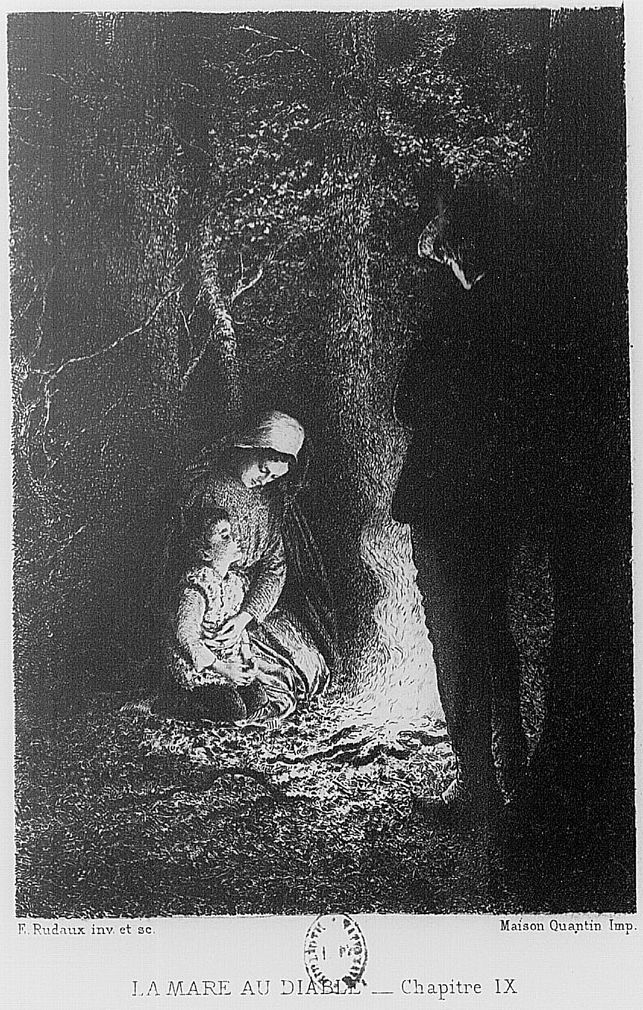
La prière du soir.
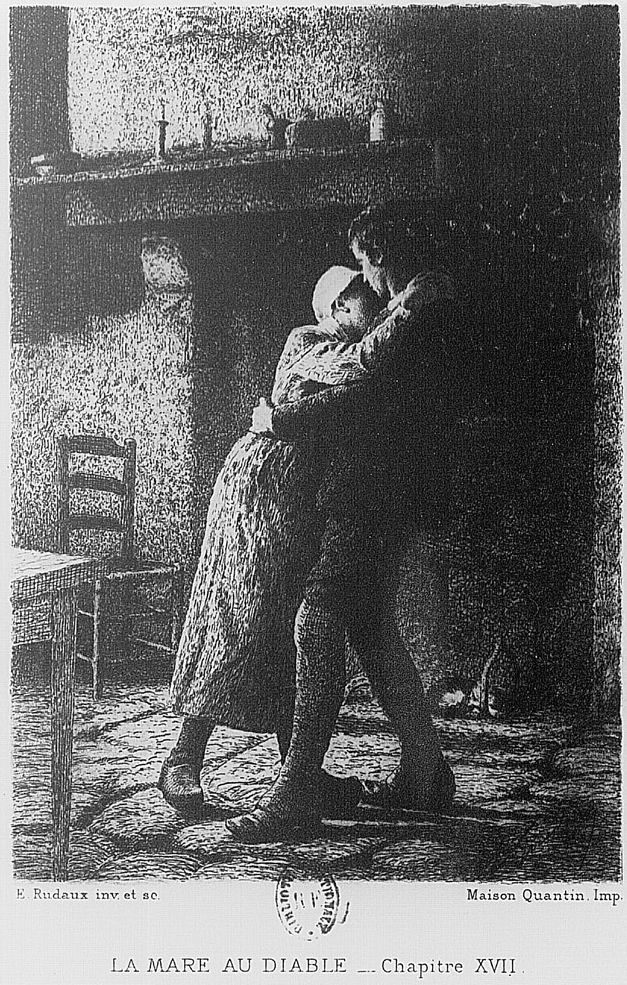
La petite Marie.
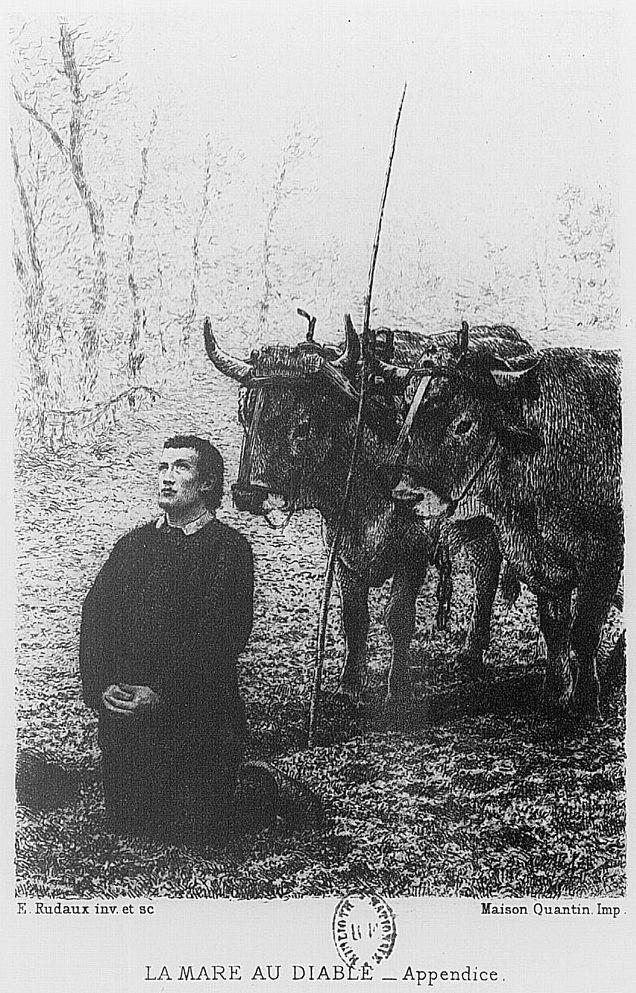
Appendice.

- Grenoble, Roissard, 1979. Illustrations d'Hugues Bréhat.
- Delagrave, 1968. Illustrations de Pierre Rousseau.
- Paris, Hachette, 1973. Illustrations de A. Beynel.
- Paris, Hachette, 1980. illustrations de Paul Durand.
- Paris, Gedalge, 1935. Illustrations de Maggie Salcedo.
- Paris, Guy Le Prat, s. d. Lithographies de Edy Legrand.
- Paris, Grasset jeunesse, 1997. Illustrations de Danièle Bour.
- Paris, Delagrave, 1951, Illustrations de Raylambert.

### Enregistrement sonores (livres audio)
- Littérature audio, en ligne.
- Éditions Des oreilles pour lire, 2005. Avec la voix d'Émilie Wiest.

## Adaptations
- Une adaptation au théâtre est créée par Hugues Lapaire en 1919.
- Pierre Caron adapte le roman au cinéma en 1923 : La Mare au diable[3].
- En 1972, Pierre Cardinal l'adapte à la télévision sous le titre La Mare au diable, d'après un scénario de Jean-Louis Bory, avec Béatrice Romand.
- Le roman est aussi adapté en bande dessinée par VoRo sous le titre La Mare au diable, publié aux éditions des 400 coups en 2001[4].

- George Sand tenta d'adapter La Mare au diable en un opéra-comique avec Pauline Viardot[5].
- Dans la collection "Meurtres à ...", la réalisatrice Floriane Crépin s'inspire librement de la Mare au diable pour créer Meurtres en Berry.

#### Éditions critiques
- George Sand, La Mare au Diable, Paris, Gallimard, coll. « Folio classique », 1999 (ISBN 978-2-07-041121-4)
- George Sand, Kourroglou. Teverino. La Mare au diable, édition critique par Françoise Genevray (pour Kourroglou et Teverino) et Véronique Bui (pour La Mare au diable), dans la série des Œuvres complètes de George Sand dirigées par Béatrice Didier, Paris, Honoré Champion, coll. « Textes de littérature moderne et contemporaine » no 122, 2011.  (ISBN 9782745320889)

#### Articles savants
- Brigitte Lane, « Voyage et initiation dans La Mare au diable », Études françaises, vol. 24, no 1,‎ printemps 1988, p. 71-88 (lire en ligne, consulté le 10 août 2017)
- Georges Lubin, « Dossier George Sand », Romantisme, no 11 « Au-delà du visible »,‎ 1976, p. 86-93 (ISSN 0048-8593, lire en ligne, consulté le 29 juin 2017)
- Jean-Marie Privat, « La Mare au diable ou comment "faire le populaire" », article sur le site du Laboratoire d'anthropologie et d'histoire de l'institution de la culture (LAHIC), membre de l'Institut interdisciplinaire de l'anthropologie du contemporain (IIAC), le 29 juillet 2004. [lire en ligne]